# U-237
U-237 — средняя немецкая подводная лодка типа VIIC времён Второй мировой войны.

## История
Заказ на постройку субмарины был отдан 20 января 1941 года. Лодка была заложена 23 апреля 1942 года на верфи «Германиаверфт» в Киле под строительным номером 667, спущена на воду 17 декабря 1942 года. Лодка вошла в строй 30 января 1943 года под командованием оберлейтенанта Хуберта Нордхеймера.

### Командиры
- 31 января — 14 мая 1943 года капитан-лейтенант Хуберт Нордхеймер
- 8 октября 1943 года — сентябрь 1944 года оберлейтенант цур зее Лотар Кёниг
- сентябрь — октябрь 1944 года оберлейтенант цур зее Иоганнес ван Стиприан
- октябрь 1944 — 4 апреля 1945 года капитан-лейтенант Карл-Хайнц Менард

### Флотилии
- 30 января 1943 года — 20 мая 1943 года — 5-я флотилия (учебная)
- 8 октября 1943 года — 28 февраля 1945 года — 23-я флотилия (лодка для испытаний)
- 1 марта 1945 года — 4 апреля 1945 года — 31-я флотилия

### История службы
Лодка не совершала боевых походов. Успехов не достигла. Потоплена американскими бомбами 14 мая 1943 года в доках компании Германиаверфт, Киль. Поднята, восстановлена, вернулась в строй 8 октября 1943 года. Потоплена британскими бомбами 4 апреля 1945 года в доках Deutsche Werft AG, Киль. Один человек погиб.